# Slåttjärnen (Ragunda socken, Jämtland)
Slåttjärnen är en sjö i Ragunda kommun i Jämtland och ingår i Ljungans huvudavrinningsområde.